# Attila Balázs
Attila Balázs (Budapest, 27 settembre 1988) è un ex tennista ungherese.

## Biografia
Nel circuito ATP ha raggiunto le semifinali del BRD Năstase Țiriac Trophy 2012 a Bucarest ed è stato sconfitto da Fabio Fognini. Nel 2019 ha raggiunto la finale del Croatia Open Umag 2019 dove ha perso contro Dušan Lajović. È stato sette volte campione nazionale ungherese di tennis; dopo Béla von Kehrling, József Asbóth e István Gulyás, ed il quarto giocatore ungherese che è stato in grado di vincere almeno 6 campionati nazionali consecutivi.

## Statistiche

### Singolare

#### Sconfitte (1)
| Legenda                   |
| Grande Slam (0)           |
| ATP World Tour Finals (0) |
| ATP Masters 1000 (0)      |
| ATP World Tour 500 (0)    |
| ATP World Tour 250 (1)    |

| N. | Data           | Torneo                   | Superficie  | Avversari in finale | Punteggio |
| 1. | 21 luglio 2019 | Croatia Open Umag, Umago | Terra rossa | Dušan Lajović       | 5-7, 5-7  |